# Diabrotica paula
Diabrotica paula es una especie de insecto coleóptero de la familia Chrysomelidae.
Fue descrita científicamente en 1962 por Bechyne & Bechyne.